# Seon-jae eopgo twi-eo
Seon-jae eopgo twi-eo (	선재 업고 튀어?; lett. "Scappando con Seon-jae in spalla"), anche nota con il titolo internazionale Lovely Runner, è una serie televisiva sudcoreana trasmessa su tvN dall'8 aprile al 28 maggio 2024, tratta dal romanzo ipertestuale Nae-ir-ui eotteum (lett. "Il meglio di domani") di Kim Bbang.
Nonostante gli ascolti modesti, è stata ben accolta dagli spettatori, contribuendo alla fama degli attori protagonisti Byeon Woo-seok e Kim Hye-yoon, ed è apparsa nelle liste dei drama coreani migliori del 2024 di Cine21, NME, South China Morning Post, Teen Vogue e Time.

## Trama
Quando Ryu Seon-jae, leader della boy band K-pop Eclipse con problemi nascosti di depressione, muore improvvisamente, Im Sol, una sua fan che ha ritrovato la speranza grazie alla sua musica dopo essere rimasta paralizzata per un incidente avuto da adolescente, si risveglia quindici anni nel passato, quando sia lei che Seon-jae avevano diciannove anni. Avendo ricevuto questa seconda occasione, decide di sfruttarla per salvare Seon-jae dal suo triste destino.

## Personaggi e interpreti
- Ryu Seon-jae, interpretato da Byeon Woo-seok
- Im Sol, interpretata da Kim Hye-yoon
- Kim Tae-song, interpretato da Song Geon-hee
- Baek In-hyuk, interpretato da Lee Seung-hyub